# Houtem (Vlaams-Brabant)
Houtem is een dorp, gelegen in de  gemeente Vilvoorde. Het dorp ligt in het noordoosten van de stad, net ten oosten van de Zenne.

## Geschiedenis
De naam van het dorp zou afkomstig zijn van Hout en heim, wat zou wijzen op een ontstaan in de Frankische periode. Ook de dries in het dorpscentrum zou hierop wijzen. De naam Houthain duikt op in leenboeken van de hertogen van Brabant. Er is zelfs sprake van heren van Houthain. Een bekend voorbeeld is Daniël van Ranst.
In de geschiedenis van het dorp speelde de Abdij Ter Kameren uit Elsene een belangrijke rol. De abdij werd aan het begin van de 13e eeuw opgericht en had al gauw grote stukken grond verworven in de streek. Prins Hendrik, de oudste zoon van de hertog Hendrik van Brabant, schonk in 1230 aan de abdij 85 bunder bos in Sylva de Vilvordia, de plaats waar Houtem nu ligt. Door een latere schenking werd dit tot 112 bunder uitgebreid. Tegen het eind van de 13e eeuw was Houtem een van de zeven grangiae die de abdij in die tijd had. De gronden werden de volgende eeuwen grotendeels verpacht; de abdij bleef wel tot het eind van het ancien régime een belangrijke eigenaar.
Houtem is in een 18e-eeuws kaartenboek te zien als een kleine kern rond een kapel bij een driesvormige structuur. Ten zuiden lagen percelen met afwisselend akker en bos. Op de Ferrariskaarten (1777) wordt Houtem aangeduid als het gehuchtje Houthen. Het telde slechts 35 huizen die bijna uitsluitend op de Brusselsesteenweg stonden. Drie belangrijke hoven waren het Monnickenhoff, Heenblock en Tersebrick. Het dorp bleef al die tijd gericht op landbouw en veeteelt. Op het eind van de 18e eeuw was het goed voor zo'n vijfde van de totale bevolking van Vilvoorde.
In 1775 werd een nieuwe kapel gebouwd, wat de huidige Sint-Antoniuskerk zou worden. Aanvankelijk bediende de tweede vicaris van de Onze-Lieve-Vrouwekerk van Vilvoorde de kapel. De kerkfabriek nam in 1837 het beheer over en een jaar later bouwde men een pastorie voor een zelfstandige kapelaan.
Tijdens de Eerste Wereldoorlog werd er na een nederlaag wraak genomen door de Duitsers. Dit nam plaats 26 augustus 1914. Hierbij werden een dertigtal woningen in brand gestoken en werden 7 burgers geëxecuteerd. Om dit te herdenken werd er een monument geplaatst.
Het oude dorp is zijn typische structuur blijven behouden, al werd in de jaren 80 van de 20e eeuw ten oosten van het dorpskern een nieuwe sociale woonwijk opgetrokken, met ruim 500 woningen. De wijk werd opgetrokken in opdracht van de Inter-Vilvoordse maatschappij voor Huisvesting en in 1982 ingewijd. Centraal bevonden zich enkele winkels en diensten, die begin jaren 2000 echter weer verdwenen. De omgeving van Houtem is sterk verstedelijkt geraakt, en de bevolking bestaat nu vooral uit pendelaars naar Vilvoorde en Brussel.

## Bezienswaardigheden
- Het driehoekig dorpsplein of dries.
- De Sint-Antonius Abtkerk, een in witte zandsteen uitgevoerd kerkje uit 1770. Het heeft een Sint-Antoniusbeeld (met varken) uit 1775, vervaardigd door Walter Pompe uit Mechelen. Het orgel stamt uit 1710 en werd in 1742 bijna volledig omgebouwd door Gilliam Davit uit Antwerpen. De orgelkast dateert van 1710. De kerk en het orgel van Gilliam Davit werden in 1975 beschermd als monument.
- De Steenblockhoeve is een in U-vorm gebouwde hoeve uit de 18e eeuw, waarvan de geschiedenis echter teruggaat tot de 17e eeuw. In 1719 werd ze in het kaartenboek van de Abdij Ter Kameren nog als een verzameling losse gebouwen afgebeeld. De U-vorm dateert uit de Franse tijd, toen de hoeve in particulier bezit overging. In 1994 werd ze als monument beschermd. Hoewel ze altijd als landbouwbedrijf heeft dienstgedaan, werd ze in 1997-2000 tot hotel-restaurant verbouwd met behoud van de monumentale waarden.
- De Hoeve Monnikhof aan de Haesendonckstraat
- Voorts is er nog een barokwoning en zijn er enkele andere fraaie boerderijen, waaronder één uit 1654.

## Natuur en landschap
Houtem ligt in het Brabantse leemgebied juist ten oosten van het dal van de Zenne.
Hoewel Houtem deel is van een sterk verstedelijkt gebied, kan men een gemarkeerde wandeling maken door een landelijke omgeving. De stad Vilvoorde spant zich in om de veldwegen te behouden.
Vanouds ligt op het grondgebied van Houtem het Houtembos, een kasteelbos dat een grote ecologische rijkdom vertegenwoordigt. Dit werd vanaf 2008 uitgebreid tot een gebied van 53 ha, het zogenaamde Stadsrandbos. Een deel daarvan, het Witte Kinderwandelbos, is ter compensatie van het gekapte gedeelte van het Witte Kinderbos dat, in de nasleep van de Dutroux-affaire, langs de E19 tussen Vilvoorde en Mechelen was aangeplant.
In het noorden van de gemeente, op de grens met Eppegem, ligt het reservaat De Bomputten. Dit natuurgebied van 17 ha  groot wordt beheerd door Natuurpunt. Het landschap bevat enkele bomkraters uit de Tweede Wereldoorlog, die na een dienst als drinkpoel voor vee worden beheerd als biotoop. Verder wordt het landschap gedomineerd door vele knotwilgen.

## Voorzieningen
Houtem heeft enkele dorpswinkels, zoals een krantenwinkel, apotheek en een frituur. Vroeger waren er ook een slagerij en een supermarkt in het centrum van het dorp. Verder is er een uitleenpost van de bibliotheek. Er zijn twee scholen; De Groene Planeet en De Biekorf.

## Verkeer en vervoer
Het dorp wordt bediend door 1 buslijn: bus 1 Houtem - Verbrandebrug Grimbergen.

## Evenementen
- Jaarlijks wordt er een wielerwedstrijd voor eliterenners georganiseerd, beter bekend als "De Mosselkoers". Deze vindt plaats op de tweede dinsdag van juli.
- Elk jaar, twee weken na Pasen, is er een kermis waaraan vrijwel alle lokale verenigingen en handelaren deelnemen.

## Nabijgelegen kernen
Elewijt, Peutie, Vilvoorde, Eppegem, Weerde, Perk, Boekt